# Kriegerdenkmal (Osternburg)

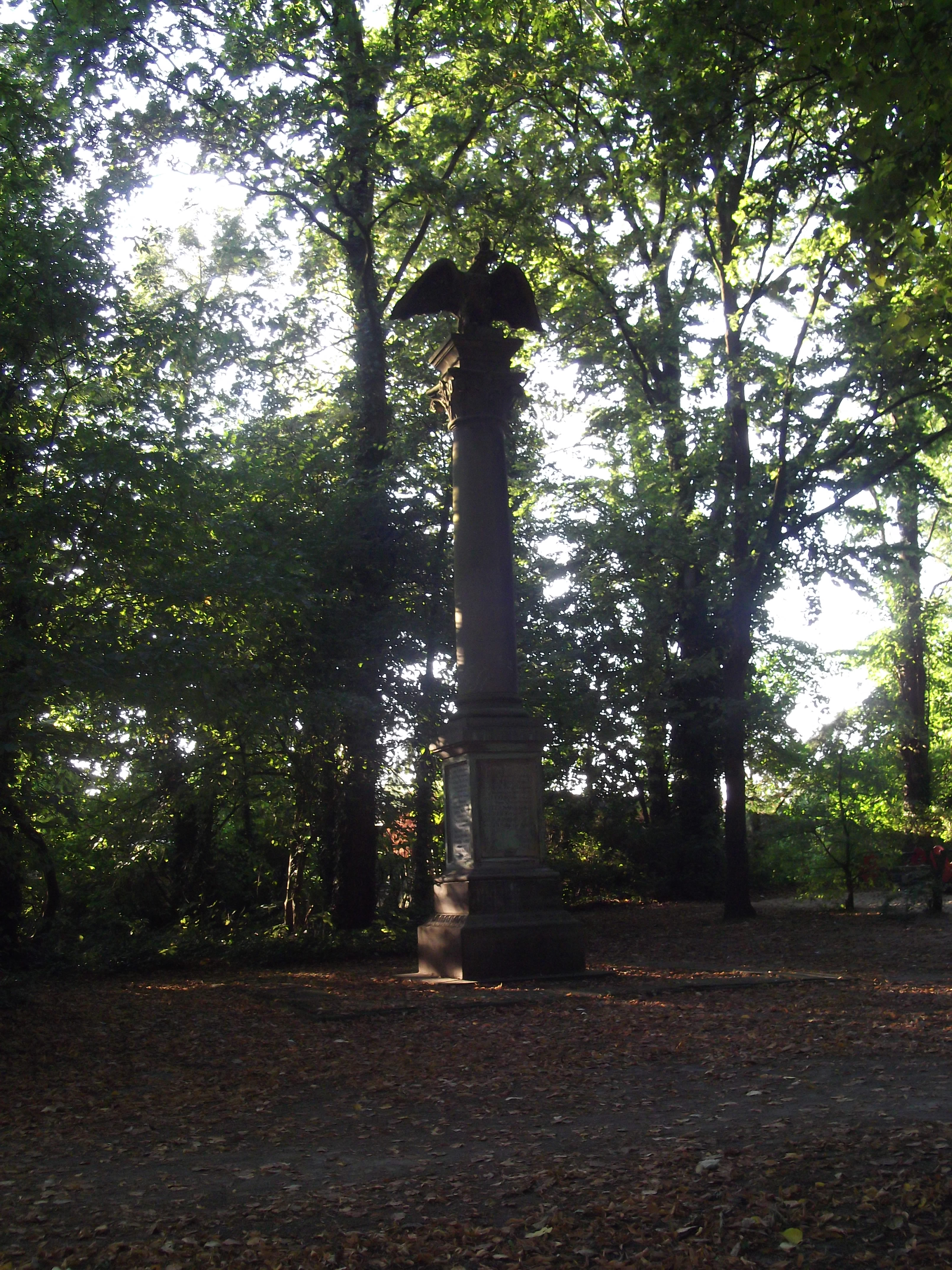
Kriegerdenkmal Osternburg

Das Kriegerdenkmal Osternburg, zeitgenössisch als Krieger-Denkmal zu Osternburg bezeichnet, wurde am Sonntag, dem 28. November 1875, zur Erinnerung an die Osternburger Gefallenen des Deutsch-Französischen Kriegs eingeweiht. 1962 wurde es von seinem ursprünglichen Standort vom Zentrum Osternburgs (Einmündung Bremer Straße/Ulmenstraße) in den Wunderburgpark in der Wunderburgstraße umgesetzt.

## Beschreibung
Das Kriegerdenkmal ist den Gefallenen des in Osternburg stationierten Oldenburgischen Dragoner-Regiments Nr. 19 sowie den Gefallenen der Gemeinde Osternburg und der Bauerschaft Tweelbäke gewidmet. Es besteht aus einem quadratischen Sockel mit einer Säule und wird oben von einem gekrönten Adler abgeschlossen. Das aus Sandstein gefertigte Denkmal wurde laut den Nachrichten für Stadt und Land von dem Steinhauer Neumann geschaffen; der Adler stammt aus der Kunstwerkstätte des Bildhauers Boschen jun. Die Gesamthöhe beträgt 7,30 m.
An den vier Seiten des Sockels befinden sich auf Augenhöhe Tafeln mit den Namen der 22 gefallenen Angehörigen des Dragoner-Regiments sowie acht aus Osternburg stammenden Gefallenen, die in anderen preußischen Einheiten gedient hatten. Auf einer Tafel befindet sich die Widmung:

„Zum Andenken an den ruhmreichen
deutsch-französischen Feldzug 1870/71.
Den Gefallenen des Oldenburgischen
Dragoner=Rgts. Nr. 19 und der
Gemeinde Osternburg gewidmet.“
In den Nachrichten wurde darauf hingewiesen, dass zu den Gefallenen auch Männer zählten, die nicht direkt in Kampfhandlungen gestorben waren, sondern an deren Folgen oder an Krankheiten starben.

## Geschichte
Das Denkmal wurde 1875 in der seinerzeit selbständigen Gemeinde Osternburg an der Einmündung Bremer Straße/Ulmenstraße errichtet und am 28. November eingeweiht. Über die Planung und die Initiatoren ist bislang (Stand 2022) nichts bekannt. Gesichert ist lediglich, dass ein Komitee (Comité) bestand, das zur Einweihung in der lokalen Presse einlud.
An der Einweihungsfeier nahmen unter anderem Großherzog Peter und die beiden Erbprinzen Friedrich August und Georg sowie Prinz Gustav zu Ysenburg und Büdingen, der preußische Gesandte im Großherzogtum, teil. Peter hatte 750.- Mark für ein „würdiges Gitterwerk“ gespendet, das seinerzeit das Denkmal umschloss, aber spätestens bei der Umsetzung entfernt wurde. An der Feier nahmen auch Vertreter der Militär- und Zivilbehörden, Mitglieder des am 26. April 1872 gegründeten Kampfgenossenvereins Oldenburg, eine „Paradetruppe“ des Dragoner-Regiments, der Osternburger Gesangverein und eine Musikkapelle teil. Letztere spielte unter anderem Heil Dir im Siegerkranz und die „oldenburgische Volkshymne“ (Heil dir, o Oldenburg). Die Weiherede hielt Pastor Ramsauer.
Obwohl mit dem Kriegerdenkmal ein Erinnerungsort an die gefallenen Dragoner des Deutsch-Französischen Kriegs bereits bestand, wurden diese erneut in einem neuen Denkmal, das 1922 an der Cloppenburger Straße insbesondere für die Gefallenen des Ersten Weltkriegs errichtet wurde, aufgenommen. Rund 85 Jahre nach der Errichtung wurde das Kriegerdenkmal am 3. April 1962 angeblich aus verkehrstechnischen Gründen von seinem bisherigen Standort in den Wunderpark in die Wunderburgstraße versetzt. Die Ausbuchtung des Gehwegs der Bremer Straße an der Einmündung Ulmenstraße, auf dem das Denkmal vorher stand, wurde jedoch nicht beseitigt, so dass der ursprüngliche Standort noch heute erkennbar ist.